# Malaysia Airlines-vlucht 370
Malaysia Airlines-vlucht 370 (MH370/MAS370) was een passagiersvlucht met 239 mensen aan boord van Kuala Lumpur naar Peking. Op 8 maart 2014 om 00:41 (MST) vertrok de Boeing 777-200ER vanaf Kuala Lumpur International Airport voor een nachtvlucht naar de Internationale luchthaven van Peking Capital, waar het toestel om 06:30 (MST) had moeten landen.
Ongeveer 40 minuten na vertrek was het reguliere contact verbroken. Het toestel was naar zijn kruishoogte gestegen van 35.000 voet (tussen 10 en 11 km) toen het opeens van de radar verdween, ongeveer bij waypoint IGARI in de Golf van Thailand. Alle communicatie was tot dat moment volgens de normale Radio/Telefonie (R/T)-procedures verlopen. Het toestel was onderweg naar het luchtruim van Vietnam, maar maakte geen contact met de luchtverkeersleiding in Ho Chi Minhstad. Na de verdwijning werd een grote zoektocht in gang gezet. Er werd vooral gezocht op de bodem van de Indische Oceaan ten westen van Australië. Een van het toestel afkomstige flaperon spoelde in juli 2015 aan op het eiland Réunion.

## Verdwijning

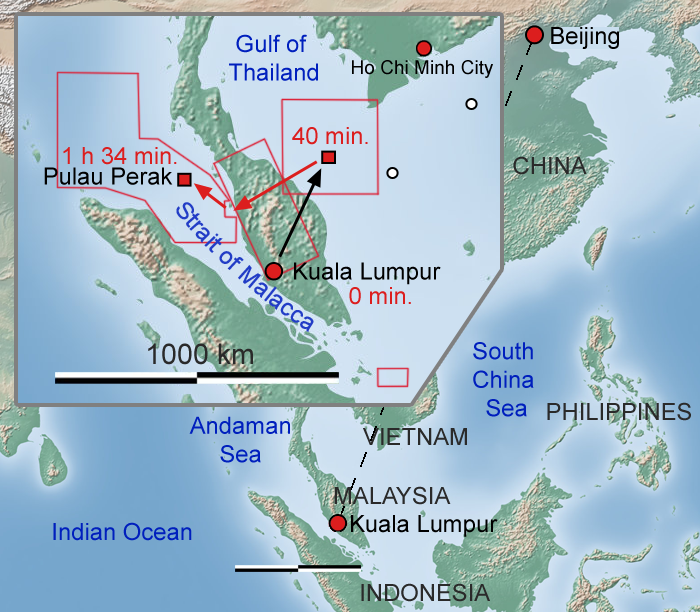
Grote kaart: Vliegroute van Kuala Lumpur naar Peking. Rode kaders: Oorspronkelijke zoekgebieden. Zwarte pijl: Geplande route langs de waypoint IGARI. Rode pijl: afwijking van de geplande vliegroute; richting VAMPI, en IGREX. Rode vierkantjes: Punten waar (primair) radarcontact met het vliegtuig plaatsvond.

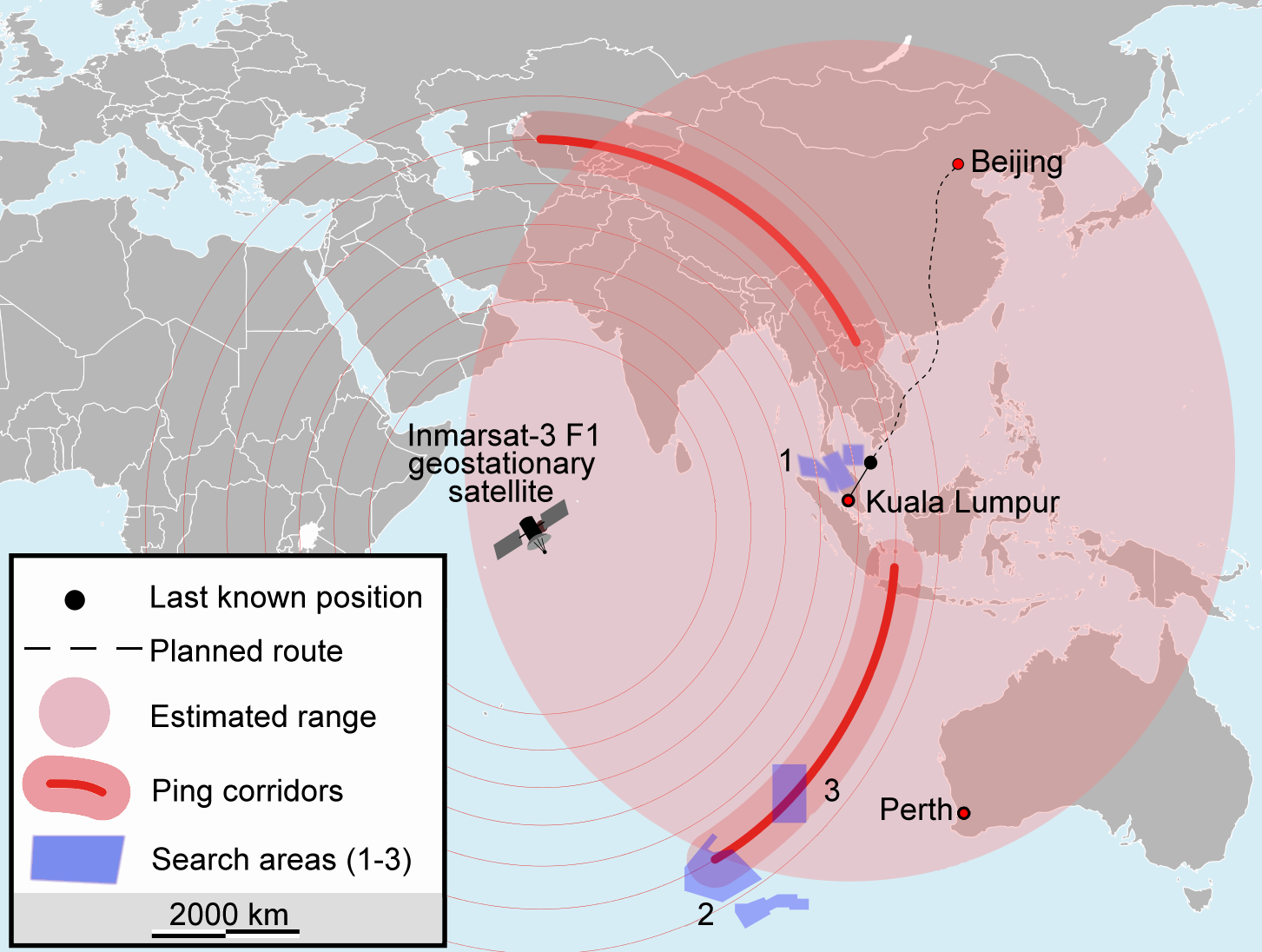
Uitgebreid zoekgebied naar het vliegtuig. Roze cirkel: bereik van het vliegtuig met de aanwezige hoeveelheid brandstof (+/- 5300 km). Ping corridors: mogelijke posities (rood) waar het vliegtuig zich bevond tijdens de laatste "ping" en mogelijke laatste positie (lichtrood) gebaseerd op de brandstofvoorraad. Zoekgebieden (blauw): 1) 8–20 maart, 2) 20–27 maart, 3) 28 maart.

Kort voordat het toestel het luchtruim van Vietnam zou binnenvliegen, werd de radiocommunicatie met de grondstations verbroken.
De laatste woorden die ontvangen werden van het vliegtuig waren "Good night, Malaysian three seven zero," een gebruikelijke manier van communiceren.
Na tien minuten kreeg een ander verkeersvliegtuig – op verzoek van de Vietnamese verkeersleiding – via het noodkanaal radiocontact met de Boeing. De piloot van dat toestel hoorde echter slechts gemompel en ruis, waarna de verbinding wegviel.
Volgens Maleisië werd op de militaire radar nadien een onbekend toestel gesignaleerd (bewijsmateriaal werd hiervan nooit geleverd) dat ongeveer van waypoint IGARI in westelijke richting vloog, dwars over het Maleisisch Schiereiland, ergens boven de grens van Thailand en Maleisië en daarna vanaf een bepaald punt noordwest, in de richting van de Andamanen. Het heeft dagen geduurd voordat dit toestel werd geïdentificeerd als vlucht 370.
Het ACARS-systeem heeft volgens een satellietbedrijf nog een paar uur pingsignalen uitgezonden die zijn ontvangen door communicatiesatellieten terwijl dat niet tot datatransmissie heeft geleid; het systeem verkeerde in een stand-bystand.
Op grond van primaire radardata berichtte The New York Times op 17 maart dat de vliegroute ge(her)programmeerd zou zijn naar niet gespecificeerde westelijke coördinaten, waardoor het vliegtuig een comfortabele bocht naar het westen met een hellingshoek van 20° zou hebben gemaakt.

### Tijdlijn van verdwijning
| Verstreken tijd | Tijdstip | Tijdstip | Gebeurtenis |
| Verstreken tijd | MST      | UTC      | Gebeurtenis |
| --------------- | -------- | -------- | --- |
| 00:00           | 8 maart  | 7 maart  | Vertrek vanaf Kuala Lumpur International Airport. |
| 00:00           | 00:41    | 16:41    | Vertrek vanaf Kuala Lumpur International Airport. |
| 00:20           | 01:01    | 17:01    | De piloot bevestigt de bereikte vlieghoogte van 35.000 voet |
| 00:26           | 01:07    | 17:07    | De laatste halfuurlijkse datatransmissie met het ACARS-systeem vindt plaats; De piloot bevestigt opnieuw de vlieghoogte van 35.000 voet                                                               |
| 00:38           | 01:19    | 17:19    | Het laatste contact met de Maleisische luchtverkeersleiding vindt plaats. |
| 00:40           | 01:21    | 17:21    | Het laatste contact met de secundaire radar (transponder) vindt plaats. |
| 00:41           | 01:22    | 17:22    | De transponder en (ten gevolge daarvan) de ADS-B functioneren niet meer. |
| 00:49           | 01:30    | 17:30    | Op verzoek van de Vietnamese luchtverkeersleiding maakt een ander verkeersvliegtuig contact met vlucht MH370. De piloot van dat toestel hoort slechts gemompel en ruis, waarna de verbinding wegvalt. |
| 00:56           | 01:37    | 17:37    | De verwachte halfuurlijkse ACARS-datatransmissie vindt niet plaats. |
| 01:34           | 02:15    | 18:15    | Het toestel wordt voor het laatst gezien op de Maleisische militaire radar. |
| 01:41           | 02:22    | 18:22    | De eerste van de zes grofweg uurlijkse 'pings' na de laatste ACARS-transmissie wordt opgevangen door een satelliet van Inmarsat, het bedrijf dat de Acars-datacommunicatie verzorgt.                  |
| 05:49           | 06:30    | 22:30    | De verwachte aankomst op de Internationale luchthaven van Peking Capital vindt niet plaats. |
| 06:43           | 07:24    | 23:24    | Malaysia Airlines maakt in een persverklaring bekend dat vlucht MH370 wordt vermist. |
| 07:30           | 08:11    | 8 maart  | De zesde en laatste uurlijkse 'ping' wordt ontvangen door de Inmarsat-satelliet. |
| 07:30           | 08:11    | 00:11    | De zesde en laatste uurlijkse 'ping' wordt ontvangen door de Inmarsat-satelliet. |
| 07:38           | 08:19    | 00:19    | Er wordt een niet geplande, onverklaarde, gedeeltelijke 'ping' verzonden door het vliegtuig. |
| 08:34           | 09:15    | 01:15    | De verwachte uurlijkse 'ping' wordt niet ontvangen. |

## Mogelijke oorzaken
Daags nadat het toestel van de radar verdween, bleef onduidelijk wat de oorzaak hiervan was. Dit leidde tot talloze speculaties in de media. Aanvankelijk richtte de aandacht zich op twee Iraanse passagiers die met in Thailand gestolen Europese paspoorten (een Italiaans en een Oostenrijks) bleken te reizen. Zij beschikten over vliegtickets om van Peking Capital naar Amsterdam te vliegen, om daarna afzonderlijk naar Kopenhagen en Frankfurt door te reizen. Later gaven de autoriteiten aan het onwaarschijnlijk te achten dat er een verband was tussen deze passagiers en de verdwijning van het vliegtuig.
Hoewel het ongebruikelijk is dat een terroristische aanslag of kaping na 48 uur nog niet is opgeëist, werd ook deze mogelijkheid niet geheel uitgesloten. Echter, diverse eerdere aanvankelijk mysterieuze verdwijningen van vliegtuigen bleken later te kunnen worden verklaard uit technische mankementen, falen van de bemanning, gevaarlijke weersomstandigheden of een combinatie van voornoemde factoren.
Een week na de verdwijning gaf premier Najib Razak van Maleisië een persconferentie. Hij stelde dat 'met een hoge mate van waarschijnlijkheid' kon worden gezegd dat zowel het ACARS-systeem als de transponder moedwillig waren uitgeschakeld. Ook bevestigde hij eerdere berichten dat het vliegtuig een scherpe bocht had gemaakt en richting Maleisië was gevlogen. De premier zei dat niet met zekerheid kon worden gesteld dat het vliegtuig was gekaapt. Het vliegtuig moet daarna nog bijna zeven tot acht uur hebben doorgevlogen, uitgaande van satellietinformatie en de hoeveelheid beschikbare brandstof.
Mogelijk heeft een van de bemanningsleden bewust het vliegtuig willen laten verdwijnen. In juli 2016 werd bekend dat hiervoor bewijs was gevonden op een computer. Onderzoek door de FBI wees uit dat de gezagvoerder, Zaharie Ahmad Shah, ongeveer een maand voor het verdwijnen van vlucht MH370 thuis op een vliegsimulator een vermoedelijk als zelfmoordvlucht bedoelde vlucht over het zuidelijke deel van de Indische Oceaan simuleerde.

## Toestel
De Boeing 777-200ER met vliegtuigregistratie 9M-MRO werd door Boeing overgedragen aan Malaysia Airlines op 31 mei 2002. Het toestel had twee Rolls-Royce Trent 800-motoren. Het toestel was eerder betrokken bij een ander incident. In 2012 botste het toestel op luchthaven Shanghai Pudong tegen een toestel van China Eastern Airlines, een Airbus A340-300. Daarbij raakte een vleugeltip beschadigd die later is hersteld. Het toestel had op het moment van zijn verdwijning 7.525 vluchten volbracht, bestaande uit een totaal van 53.465 vlieguren.

## Bemanning en passagiers
Met 18.365 vlieguren was gezagvoerder Zaharie Ahmad Shah (53) een ervaren piloot. Zijn copiloot Fariq Ab Hamid (27) had 2.763 vlieguren gemaakt.
Malaysia Airlines heeft de passagierslijst van de inzittenden bekendgemaakt:
| Nationaliteit    | Passagiers | Bemanning |
| ---------------- | ---------- | --------- |
| China            | 152        |           |
| Maleisië         | 38         | 12        |
| Indonesië        | 7          |           |
| Australië        | 6          |           |
| India            | 5          |           |
| Frankrijk        | 4          |           |
| Verenigde Staten | 3          |           |
| Canada           | 2          |           |
| Iran             | 2          |           |
| Nieuw-Zeeland    | 2          |           |
| Oekraïne         | 2          |           |
| Hongkong         | 1          |           |
| Nederland        | 1          |           |
| Rusland          | 1          |           |
| Taiwan           | 1          |           |
| Totaal           | 227        | 12        |

Op 29 januari 2015, bijna een jaar na de verdwijning, werden alle inzittenden door de Maleisische autoriteiten dood verklaard.

## Geschiedenis van de zoektocht

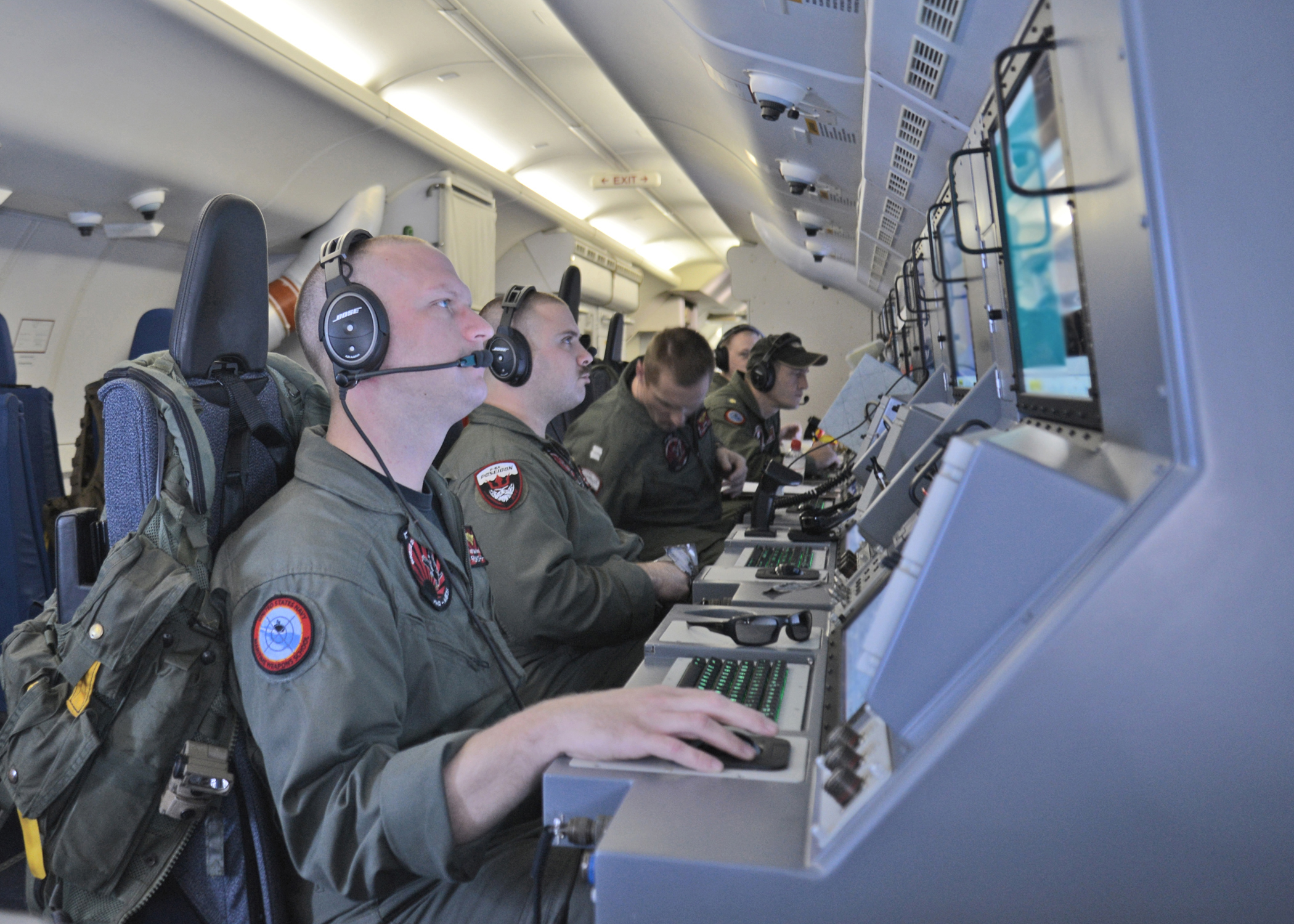
Amerikaans marinepersoneel aan boord van een Boeing P-8 Poseidon zoekt naar het vermiste vliegtuig

Aanvankelijk is vooral bij de Vietnamese archipel Thổ Chu in de Golf van Thailand naar het vliegtuig gezocht omdat daar een olievlek in zee was gezien. Dit bleek echter om scheepsdiesel te gaan, dus niet om kerosine. Het zoekgebied is daarna uitgebreid, omdat het toestel wellicht van koers was veranderd om terug te vliegen. Op basis van het vliegbereik werd na 13 maart 2014 ook gezocht in de Straat van Malakka en de Golf van Bengalen. Op 14 maart was het zoekgebied uitgebreid tot een straal van vier uur vliegen rond het punt waar de transponder werd uitgeschakeld.
Sinds 15 maart werd er gezocht langs twee corridors waar het toestel op grond van nieuwe informatie mogelijk had gevlogen; het gebied van waaruit de laatste (uurlijkse) communicatie met de satelliet van Inmarsat heeft plaatsgevonden om 08:11 op 8 maart, meer dan 7 uur na de start in Kuala Lumpur op het moment dat het vliegtuig zijn brandstofvoorraad bijna verbruikt had. De noordelijke corridor loopt richting Kazachstan, en de andere naar het zuiden van de Indische Oceaan.
Sinds 24 maart is de route richting Kazachstan niet meer aan de orde: het laatste signaal dat door een satelliet is ontvangen moet in het zuiden van de Indische Oceaan worden gelokaliseerd, ruim 2000 km ten westen van Australië en ter hoogte van Perth. De oceaan is daar ongeveer 5 km diep.
In een persconferentie op 24 maart zei de Maleisische premier Najib Razak dat het vliegtuig in de Indische Oceaan terecht was gekomen.

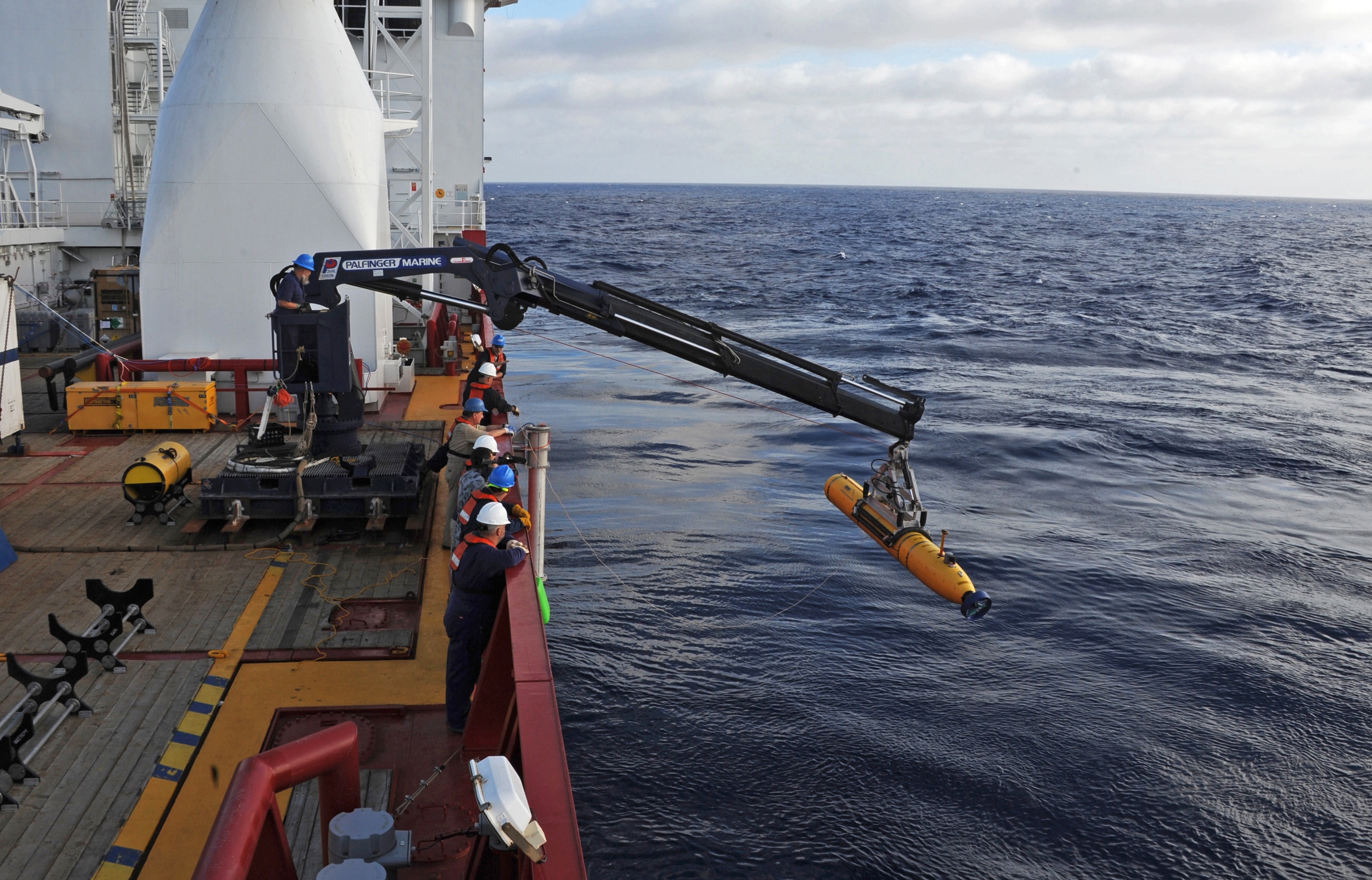
De Amerikaanse onbemande onderzeeër Bluefin-21 wordt ingezet vanaf het Australische schip Ocean Shield

Tussen 5 en 8 april werd door een Chinees en een Australisch schip in totaal vier keer een signaal opgevangen dat qua frequentie bijna overeenkwam met de zwarte dozen van een vliegtuig, in het meest recente zoekgebied in het zuiden van de Indische Oceaan. De Australische minister Tony Abbott zei er behoorlijk zeker van te zijn dat deze signalen van vlucht MH370 afkomstig waren, aangezien de levensduur van de batterij van een zwarte doos ongeveer dertig dagen is en de signalen in dat geval dus net op tijd zouden zijn opgevangen. Van 14 april tot 28 mei doorzocht de onbemande onderzeeër Bluefin-21 dit gebied, echter zonder resultaat. Verschillende oceanografen betwijfelen of deze signalen daadwerkelijk van vlucht MH370 afkomstig waren, omdat de frequentie van het opgevangen signaal (33,3 kHz) niet overeenkwam met die van een zwarte doos die rond de 37,5 kHz moet liggen. De signalen zouden volgens hen afkomstig zijn geweest van zeezoogdieren die in het kader van wetenschappelijk onderzoek met satelliettrackers zijn uitgerust.
Nadat de mini-onderzeeër het gebied volledig had doorzocht, werd het zoekgebied uitgebreid. Deze nieuwe zoektocht werd door de Australische overheid uitbesteed aan de Nederlandse onderneming Fugro.
Op 27 mei gaf Inmarsat de ruwe data vrij betreffende de communicatie tussen het vliegtuig en de satelliet.
Op 6 augustus kreeg Fugro de opdracht van het Australian Transport Safety Bureau (ATSB) om het vervolgonderzoek uit te voeren met 2 gespecialiseerde schepen. Dit vervolgonderzoek zou ongeveer 12 maanden duren.
Op 29 juli 2015 werd een brokstuk van een Boeing 777-200 gevonden op het strand van La Réunion, een eiland in de buurt van Madagaskar. Het betrof een flaperon, een onderdeel van de vleugel. Meteen na de vondst werd er al gespeculeerd dat het afkomstig zou zijn van de vermiste vlucht MH370. Op 5 augustus 2015 werd dat bevestigd door de Maleisische premier Razak. Op 3 september maakt het Franse Openbaar Ministerie bekend dat dit vleugelonderdeel inderdaad afkomstig was van vlucht MH370.  Dit blijkt uit een aantal serienummers die in de flaperon zijn gevonden.
Begin maart 2016 spoelde op een zandbank bij de Mozambikaanse kust een stuk metaal aan dat afkomstig leek van vlucht MH370. Vermoed werd dat het om een stuk van het staartstuk ging. Het werd onderzocht  samen met een ander stuk dat eveneens in Mozambique was aangetroffen. Drie weken later bevestigde het Maleisisch-Australische onderzoeksteam dat de stukken metaal vrijwel zeker van vlucht MH370 afkomstig waren; de verf bleek overeen te komen.
Op 22 juli 2016, bijna tweeënhalf jaar na de verdwijning van vlucht MH370,  maakten de ministers van Maleisië, China en Australië bekend dat de zoektocht naar het toestel in de Indische Oceaan binnenkort zou worden gestaakt.
Op 15 september 2016 bevestigden de Australische en Maleisische veiligheidsautoriteiten dat een in juni op het strand van het Tanzaniaanse eiland Pemba aangespoeld vleugelstuk ook van vlucht MH370 afkomstig was.
Op 17 januari 2017 maakten Australië, Maleisië en China gezamenlijk bekend dat na bijna drie jaar de zoektocht naar het verdwenen toestel in de Indische Oceaan definitief zou worden beëindigd. Begin oktober 2017 rondden de Australische autoriteiten het onderzoek formeel af.
In januari 2018 startte het Amerikaanse bedrijf Ocean Infinity op verzoek van Maleisië een nieuwe zoektocht. Zonder dat dit tot nieuwe resultaten leidde werd deze op 29 mei 2018 beëindigd.
10 jaar na de verdwijning, in 2024, gaven verschillende organisaties en overheden aan de zoektocht niet op te willen geven.